# Village of the Angels
"Village of the Angels", frequentemente prefixado com "Capítulo 4" ou "Flux", é o quarto episódio da 13.ª temporada da série de ficção científica britânica Doctor Who. Escrito pelo showrunner e produtor executivo da série Chris Chibnall junto com Maxine Alderton e dirigido por Jamie Magnus Stone, o episódio foi transmitido originalmente através da BBC One em 21 de novembro de 2021.
O episódio apresenta Jodie Whittaker como a Décima terceira Doutora, Mandip Gill como Yasmin Khan e John Bishop como o novo acompanhante da Doutora, Dan Lewis.

## Enredo
A Doutora reinicia a TARDIS para forçar a saída do Anjo Lamentador, mas ele deixa ela, Yaz e Dan presos na vila de Medderton, em 21 de novembro de 1967. Yaz e Dan se juntam à busca por Peggy, uma garota desaparecida, enquanto a idosa Sra. Hayward avisa os moradores para evacuarem. A Doutora encontra um laboratório onde o Professor Jericho está conduzindo experimentos psíquicos em Claire, que foi enviada de volta no tempo em 2021 ("The Halloween Apocalypse"). A casa de Jericho é cercada por Anjos interessados em Claire, que revela a Doutora que Medderton é o local de um desaparecimento em massa que ocorre naquela noite e também em 1901. Um Anjo envia Yaz e Dan de volta a Medderton em 1901, onde encontram Peggy. Eles encontram a Sra. Hayward em 1967, do outro lado de uma barreira energética. Sra. Hayward revela que ela é o futuro eu de Peggy.
Em 1967, a Doutora, Claire e Jericho se barricaram no porão, enquanto Claire revela que está lentamente se tornando um Anjo. Como vidente, ela teve a premonição de um Anjo que fez com que sua imagem tomasse conta de sua mente. A Doutora entra na mente de Claire para se livrar do Anjo e descobre que ele sequestrou a TARDIS e está se escondendo dos outros Anjos, membros do esquadrão de extração da Divisão. O Anjo rebelde afirma ter conhecimento da Divisão, oferecendo-se para devolver as memórias perdidas da Doutora se ela o ajudar a escapar. Jericho interrompe a conexão porque os Anjos estão invadindo. Eles escapam por um túnel, mas os Anjos enviam Jericho para 1901 e encurralam Claire e a Doutora. Ela descobre que os Anjos tiraram a vila do tempo e do espaço para capturar o Anjo rebelde. A Doutora tenta fazer um acordo com os Anjos, mas o Anjo rebelde revela que ofereceu-a a eles para sua própria segurança. A Doutora é chamada de volta à Divisão quando ela é transformada em um Anjo Lamentador.
Enquanto isso, Bel pousa sua nave no planeta Puzano, onde testemunha muitos sobreviventes do Fluxo sendo enganados e presos em um Passageiro por Azure. Ela dá a Namaca, que ela salvou de Azure, uma mensagem antes de perseguir Azure. Em uma cena no meio dos créditos, Vinder chega a Puzano, encontra Namaca ao lado da mensagem de Bel e jura continuar procurando.

## Produção

### Desenvolvimento
"Village of the Angels" foi co-escrito pelo showrunner e produtor executivo Chris Chibnall, bem como por Maxine Alderton, que retornou da 12.ª temporada. É o único episódio da série que apresenta um escritor diferente de Chibnall.
Chibnall afirmou que o enredo de "Village of the Angels" começou com a ideia de um episódio explorando a pesquisa psíquica na década de 1960. Os Weeping Angels e o personagem de Jericho foram incluídos mais tarde.  O episódio também contou com uma cena no meio dos créditos. Jamie Magnus Stone, que dirigiu quatro episódios da 12.ª temporada, dirigiu o primeiro bloco de produção desta temporada, que compreendeu o primeiro, segundo e quarto episódio.

### Elenco
Esta é a terceira temporada a apresentar Jodie Whittaker como a Décima terceira Doutora. Mandip Gill também retorna como Yasmin Khan. John Bishop se juntou ao elenco da série como Dan Lewis. Kevin McNally apareceu anteriormente no serial The Twin Dilemma (1984). Vincent Brimble também apareceu anteriormente em Warriors of the Deep (1984).

## Transmissão e recepção
| Críticas profissionais:           | Críticas profissionais: |
| Pontuações agregadas              | Pontuações agregadas    |
| Fonte                             | Avaliação               |
| --------------------------------- | ----------------------- |
| Rotten Tomatoes (Pontuação Média) | 100%                    |
| Rotten Tomatoes (Tomatometer)     | 8,0/10                  |
| Avaliações da crítica             |                         |
| Fonte                             | Avaliação               |
| The A.V. Club                     | A−                      |
| Radio Times                       | [ 12 ]                  |
| The Independent                   | [ 15 ]                  |
| The Telegraph                     | [ 16 ]                  |

### Transmissão
"Village of the Angels" foi ao ar na BBC One em 21 de novembro de 2021. O episódio serve como a quarta parte de uma história de seis partes, intitulada "Flux".

### Audiência
Durante a noite de estreia, o episódio foi visto por 3,45 milhões de telespectadores. O episódio recebeu uma pontuação no Índice de Apreciação do Público de 79. A audiência consolidada de sete dias (contando todas as visualizações em todas as plataformas dentro de sete dias de transmissão) foi de 4,57 milhões. O episódio foi o oitavo programa com maior audiência na BBC One durante a semana, e o 18.º programa com maior audiência em todos os canais durante a semana.

### Recepção crítica
No Rotten Tomatoes, um site agregador de críticas, 100% dos sete críticos deram ao episódio uma crítica positiva, com uma avaliação média de 8,0 em 10.
Michael Hogan e Caroline Siede do The Telegraph e The A.V. Club, respectivamente, elogiaram a introdução dos novos personagens, Claire e Professor Jericho. Hogan descreveu o desempenho de McNally como Jericho como "excelente" e o desempenho de Scholey como Claire como "excelente".